# Вудберри, Лондон
Лондон Вудберри (англ. London Woodberry; род. 28 мая 1991 года, Мак-Кинни, Техас, США) — американский футболист, защитник.

## Карьера
Вудберри начал играть футбол в 2008 году в клубе «Даллас». Также во время обучения в Мэрилендском университете в Колледж-Парке выступал за университетскую команду «Мэриленд Террапинс» с 2009 по 2012 годы. В 2012 году был объявлен в состав Третьей команды NSCAA All-American как ведущий игрок в составе «Мэриленд Террапинс» после того, как команда сыграла восемь сухих матчей в течение сезона. В сезоне 2012 играл в клубе «Балтимор Богемианс» из Premier Development League.
9 января 2013 года по программе Homegrown (специальная программа MLS, позволяющая клубам высшего дивизиона подписать молодых игроков от академий в клубы высшего дивизиона) подписал контракт с клубом «Даллас». Дебютировал в клубе 23 марта в матче против «Реал Солт-Лейк», где вышел на замену. Сыграл за клуб 8 матчей. В марте 2014 года был отчислен из клуба.
9 апреля 2014 года подписал контракт с клубом «Аризона Юнайтед». Сыграл за клуб 24 матча.
28 февраля 2015 года перешёл в «Нью-Инглэнд Революшн». Дебютировал в клубе 19 апреля в игре против «Филадельфии Юнион». 18 июня 2016 года в матче против «Ванкувер Уайткэпс» забил свой первый гол в MLS. По завершении сезона 2017 оказался в число игроков, чьи контракты не были продлены.
16 января 2018 года присоединился к клубу-новичку USL «Нэшвилл». 17 марта в инаугуральном для нового клуба матче, против «Луисвилл Сити», вышел в стартовом составе. Свой первый гол за «Нэшвилл» забил 23 мая в ворота любительского клуба «Миссисипи Брилла» в матче Открытого кубка США.
5 декабря 2018 года подписал контракт с новообразованным клубом USL Championship «Остин Боулд» на сезон 2019. За клуб из столицы Техаса дебютировал 19 июля 2019 года в матче против «Финикс Райзинг». По окончании сезона 2019 покинул «Остин Боулд» по взаимному согласию сторон.